# Gårdfarihandlare

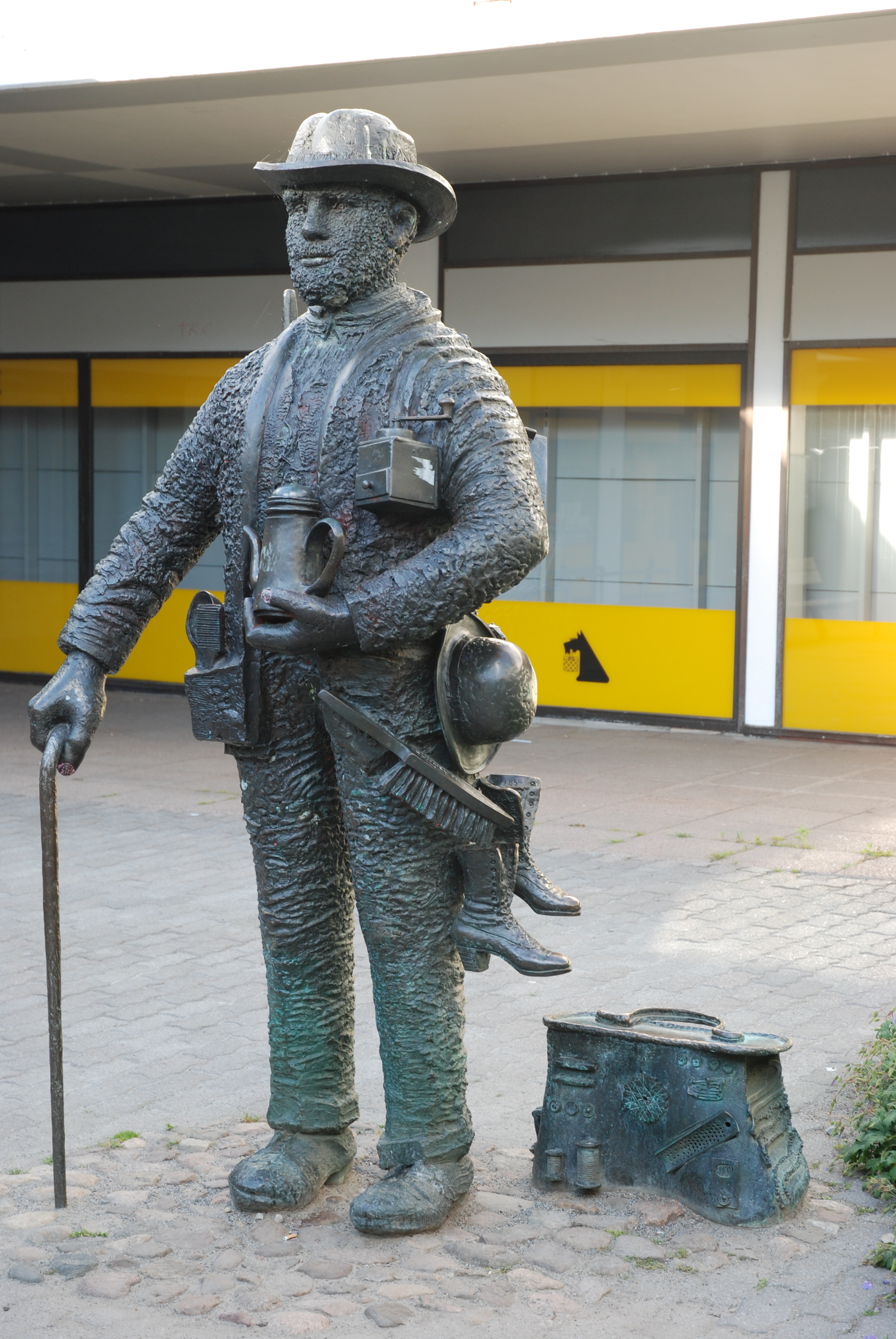
Gårdfarihandlare, skulptur av Gunnel Frieberg i Klostergårdens centrum i Lund.

Gårdfarihandlare sysslade med gårdfarihandel, försäljning, ursprungligen av egna hemslöjdsalster, under färder i främmande bygder. Denna form av handel, som förekom i Sverige redan under medeltiden, började som en binäring till jordbruket men blev i vissa fall med tiden en betydelsefull näringsgren.
De mest kända gårdfarihandlarna var knallarna från Sjuhäradsbygden i Västergötland, men även från övre Dalarna spreds hemslöjdsalster över stora områden. Kring mitten av 1800-talet fanns det 5 000–7 000 gårdfarihandlare i Sverige. Nasare är en äldre benämning för gårdfarihandlare som sedan även kom att användas nedsättande om dörrförsäljare.
Under bland annat 1800-talet var det vanligt att judar verkade som gårdfarihandlare. En annan folkgrupp som ibland livnärde sig som gårdfarihandlare var resandefolket.
Gråe är benämning på gårdfarihandlare från Älvdalen i Dalarna som under vandringar i Norrland sålde hemslöjdsalster eller fabrikstillverkade produkter. Dessa handlare hade ett eget språk, gråspråket, som var obegripligt för utomstående.
Fram till 1846 var reguljär mellanhandshandel i stort sett förbjuden på landsbygden.